# Assembleia Nacional da Sérvia
Assembleia Nacional da Sérvia (Народна скупштина ou Narodna skupština) é a sede do poder legislativo da Sérvia, o parlamento é no formato unicameral e conta atualmente com 250 membros eleitos para mandatos de 4 anos por representação proporcional.

## Grupos parlamentares
| Partido | Partido                            | Ideologia                                  | Espectro                 | Mandatos  |
| ------- | ---------------------------------- | ------------------------------------------ | ------------------------ | --------- |
|         | Partido Progressista Sérvio        | Conservadorismo                            | Centro-direita/Direita   | 102 / 250 |
|         | Partido Socialista da Sérvia       | Socialismo democrático                     | Centro-esquerda/Esquerda | 22 / 250  |
|         | Partido Radical Sérvio             | Nacionalismo, euroceticismo, protecionismo | Direita/Extrema-direita  | 22 / 250  |
|         | Partido Democrático                | Social-liberalismo                         | Centro-esquerda/Centro   | 15 / 250  |
|         | Independentes                      | -                                          | -                        | 14 / 250  |
|         | Dosta je bilo                      | Liberalismo                                | Centro                   | 13 / 250  |
|         | Partido Social-Democrata da Sérvia | Social-democracia                          | Centro-esquerda          | 10 / 250  |
|         | Partido dos Pensionistas Unidos    | Populismo de esquerda                      | Centro-esquerda          | 9 / 250   |
|         | Partido Liberal Democrata          | Liberalismo                                | Centro                   | 9 / 250   |
|         | Dveri                              | Populismo de direita                       | Direita                  | 7 / 250   |
|         | Nova Sérvia                        | Monarquismo                                | Centro-direita/Direita   | 6 / 250   |
|         | Sérvia Unida                       | Conservadorismo                            | Centro-direita/Direita   | 6 / 250   |
|         | Movimento dos Socialistas          | Socialismo                                 | Esquerda                 | 5 / 250   |
|         | Aliança dos Húngaros de Vojvodina  | Interesses da minoria húngaro              | Centro-direita           | 5 / 250   |
|         | Partido Social-Democrata           | Social-democracia                          | Centro-esquerda          | 5 / 250   |